# Matioliite
La matioliite est un minéral très rare, phosphate, qui appartient à groupe de la dufrénite. Il est nommé en l'honneur de Paulo Anselmo Matioli (n. 1975)  collectionneur de minéraux, fondateur et conservateur du Musée des Sciences Naturelles de Santos au Brésil.

## Caractéristiques
La matioliite, phosphate de formule chimique NaMgAl5(PO4)4(OH)6 · 2H2O, a été approuvée comme espèce valide par l'Association internationale de minéralogie en 2005. Elle cristallise dans le système monoclinique. Sa dureté sur l'Échelle de Mohs est de 5. Elle constitue une série chimique avec la burangaïte, dont elle est son analogue magnésien.
Les cristaux longs d'un millimètre au maximum qui vont du bleu à transparent sont en forme de prismes fins, ou tabulaires. Elle possède un pléochroïsme, phénomème optique qui fait varier la teinte selon l'orientation, du bleu à incolore.

## Classification
Selon la classification de Strunz (9e édition), la matioliite appartient à « 08.DK - phosphates, etc., avec des cations moyens et grands, (OH, etc.) : RO4 > 1:1 et < 2:1 » ainsi que les minéraux suivants : richelsdorfite, bariopharmacosidérite, pharmacosidérite, natropharmacosidérite, hydroniopharmacosidérite, pharmacoalumite, natropharmacumite, bariopharmacumite, burangaïte, dufrénite, gayite, natrodufrénite, kidwellite, bleasdaleïte, matulaïte et krasnovite.

## Formation et gisements
Minéral secondaire découvert dans les vacuoles de la pegmatite granitique de la mine « revendication Gentil », à Mendes Pimentel, état de Minas Gerais au Brésil, la matioliite a également été trouvée dans un gisement au Canada (Rapid Creek, Dawson mining district, dans le Yukon), aux États-Unis (Gold Quarry Mine, Carlin Trend, Comté d'Eureka dans le Nevada) et en Autriche (Hochgosch, Millstatt am See, en Carinthie).
Le gîte minéral en est la roche ignée hautement évoluée, de plus de 3 milliards d'années (stade de paragénèse 4b), en l'occurence les pegmatites granitiques complexes, ayant subi la grande Oxydation à partir de 2,4 millards d'années (stade 7), et l'hydratation, altérant en surface des minéraux antérieurs (carbonates, phosphates, borates, nitrates). Elle y associée à la fluorapatite, la crandallite, aux cristaux zonés de la gormanite-souzalite  mais aussi à l'albite, le quartz, la muscovite, la moraésite, la cassitérite et la childrénite.